# 永平陵 (晉)
永平陵是中国东晋时晋穆帝司马聃的陵墓。
晋穆帝在升平五年（361年）五月廿二驾崩。七月廿三，葬于永平陵。永平陵位于今南京市和平门外幕府山南麓。在1980年被发现。依山建筑，由墓道和墓室构成陵墓地宫。墓室为砖砌建筑，墓室长5.5米，宽2.6米，高3.05米，棺床长3.6米。墓规模较小，砖砌後封土，历史上曾经多次被盗。